# Despicable Me
Despicable Me (bra: Meu Malvado Favorito; prt: Gru: O Maldisposto) é um filme norte-americano de animação 3D de 2010 da Universal Studios e da Illumination Entertainment. A realização ficou a cargo de Pierre Coffin e Chris Renaud.
Na versão original contou com as vozes como Steve Carell, Jason Segel, Russell Brand, Julie Andrews, Will Arnett, Kristen Wiig ou Miranda Cosgrove. Na versão brasileira o filme conta com a dublagem dos humoristas Leandro Hassum e Marcius Melhem. Em Portugal, a dobragem Gru e Vector ficou com Nicolau Breyner e David Fonseca (Silence 4).
A animação mostra Gru, um supervilão que tenta roubar a Lua, e como ele é afetado por três meninas órfãs. A produção recebeu críticas geralmente positivas e arrecadou mais de 540 milhões de dólares em bilheterias, tendo custado 69 milhões para ser produzido. Em 2013, o filme atinge a 94.ª maior bilheteria da história, e a 4.ª animação com maior bilheteria.

## Enredo
Alguém rouba umas das pirâmides do Egito, e isso instiga Gru, o protagonista, ou melhor vilão, a realizar um roubo maior do que esse. Surge a ideia de roubar a Lua, por tanto ele precisa de um foguete e um "raio encolhedor", dessa forma conseguiria roubar a Lua e se tornar o maior vilão da História. Mas para a construção do foguete ele precisa de um empréstimo, que não consegue junto ao banco, e após roubar o "raio encolhedor" este é roubado dele. Para reaver o objeto roubado ele cria um plano que necessita de três meninas: Margo, Edith e Agnes, que são adotadas por ele. Mas passam a influenciar sua vida de uma maneira que ele nunca teria imaginado.

## Elenco
- Steve Carell como Gru, um supervilão e protagonista do filme
- Jason Segel como Victor Perkins/Vector, filho de Perkins e antagonista do filme
- Russell Brand como Dr. Nefário, assistente de Gru
- Julie Andrews como Marlena, a mãe de Gru
- Will Arnett como Sr. Perkins, presidente do Banco do Mal (ou Banco dos vilões) e pai de Vector/Victor
- Miranda Cosgrove como Margo, a menina mais velha do grupo de órfãs
- Dana Gaier como Edith, a menina do meio do grupo de órfãs
- Elsie Fisher como Agnes, a menina mais nova do grupo de órfãs
- Pierre Coffin como Minions Tim, Bob, Mark, Phil e Stuart
- Chris Renaud como Minion Dave
- Jemaine Clement como Minion Jerry
- Ken Jeong como o anfitrião do Talk Show
- Danny McBride como Fred McDade, vizinho de Gru
- Jack McBrayer como pai turista/camelô do festival
- Mindy Kaling como mãe turista
- Rob Huebel como apresentador de telejornal
- Ken Daurio como guarda egípcio

### Dublagem brasileira
- Leandro Hassum como Gru[7]
- Marcius Melhem como Victor Perkins/Vector[7]

### Dobragem portuguesa
- Nicolau Breyner como Gru[8]
- Jason Segel como Victor Perkins/Vector[8]

## Trilha sonora
Despicable Me: Original Motion Picture Soundtrack é a trilha sonora original do filme e foi lançada em 6 de julho de 2010 pela gravadora Interscope Records com produção de The Neptunes, e conta com canções de Pharrell, Robin Thicke e Bee Gees, entre outros.

## Recepção

### Bilheteria
Gru: O Maldisposto estreou em primeiro lugar nas bilheterias dos Estados Unidos, ao arrecadar US$ 56,3 milhões em seu primeiro final de semana; essa foi a terceira maior arrecadação inicial de uma animação de 2010, atrás de Toy Story 3 e Shrek Forever After. No segundo final de semana, o filme teve uma queda de 42 por cento na arrecadação e ficou em segundo lugar, atrás de Inception, com US$ 32,8 milhões. Em 5 de agosto de 2010, cruzou a marca dos 200 milhões de dólares, tornando-se o primeiro filme da universal a fazê-lo desde The Bourne Ultimatum em 2007.
No final de semana de 3 a 5 de setembro de 2010, ele ultrapassou Shrek Forever After e tornou-se a segunda maior bilheteria de uma animação de 2010 nos Estados Unidos e Canadá, atrás de Toy Story 3. Também é a maior bilheteria de uma animação que não é da DreamWorks ou Disney/Pixar nessas regiões. Até fevereiro de 2012 Despicable Me tinha arrecadado US$ 251 513 985 nos Estados Unidos e Canadá, assim como um valor estimado em US$ 291 600 000 em outros países, para um total de US$ 543 113 985 em bilheteria, tendo custado 69 milhões de dólares para ser produzido. Ele possui a sexta maior bilheteria de um filme da Universal (sem ajuste de inflação) e a décima maior de uma animação da história na América do Norte. Foi a oitava maior bilheteria de 2010 mundialmente e é atualmente a 204.ª maior da história.

### Análise da crítica
O filme foi geralmente bem recebido pelos críticos especializados. O Rotten Tomatoes calculou uma média de 81% de aprovação, baseado em 187 resenhas recolhidas, das quais 151 foram consideradas positivas e 36 negativas. Por comparação, o Metacritic deu ao filme uma média de 72/100, baseado em 35 críticas.
Roger Ebert, do Chicago Sun-Times, elogiou o filme, dando-lhe três estrelas em um máximo de quatro. Outras resenhas positivas vieram de Michael Phillips, do Chicago Tribune, e de Peter Travers, da Rolling Stone. Por outro lado, Anthony Oliver Scott, do The New York Times, e Kenneth Turan, do Los Angeles Times, deram resenhas mistas ao longa.

### Home video
Despicable Me estreou em DVD, Blu-ray, e Blu-ray 3D em 14 de dezembro de 2010 e incluiu três novos filmes curtas, Home Makeover, Banana e Orientation Day.

## Sequência
Chris Meledandri, presidente da Illumination Entertainment, afirmou em outubro de 2010 que uma sequência do filme estaria em andamento. Em junho de 2011, foi divulgado que ela está inicialmente prevista para 3 de julho de 2013. Miranda Cosgrove publicou em seu Facebook oficial em 14 de outubro de 2011 que a produção havia começado. Em fevereiro de 2012, foi anunciado que Al Pacino tinha ingressado no elenco como a voz do vilão, um novo inimigo de Gru.